# Trachycladiella sparsa
Trachycladiella sparsa là một loài Rêu trong họ Meteoriaceae. Loài này được (Mitt.) M. Menzel miêu tả khoa học đầu tiên năm 1994.